# Aviva Wrede
Aviva Wrede, född 23 februari 1999 i Alingsås, är en svensk skådespelare.
Wrede har bland annat medverkat i TV-serierna Hashtag, Zebrarummet och Allt som blir kvar. Hon har även medverkat i filmen Hypnosen från 2023.

## Filmografi (i urval)
- 2016 – Hashtag (TV-serie)
- 2021 – Zebrarummet (TV-serie)
- 2022 – Allt som blir kvar (TV-serie)
- 2023 – Hypnosen
- 2025 – Leva lite

## Teater

### Roller
| År   | Roll | Produktion                  | Regi            | Teater                |
| ---- | ---- | --------------------------- | --------------- | --------------------- |
| 2025 |      | En folkefiende Henrik Ibsen | Viktor Tjerneld | Göteborgs stadsteater |